# Santa Giulia (Milan)
Pour les articles homonymes, voir Santa Giulia.
Santa Giulia est un quartier résidentiel et tertiaire de Milan en Italie. Il se trouve dans le Municipio 4 (it) de la ville, au sud-est. Le projet urbain général a été réalisé par Norman Foster.